# Clément Depres
Clément Depres (* 25. November 1994 in Nîmes) ist ein französischer Fußballspieler.

## Karriere
Clément Depres erlernte das Fußballspielen in der Jugend von Olympique Nîmes in Nîmes. Bei Olympique Nîmes stand er von 2012 bis 2021 unter Vertrag. Von 2012 bis 2014 kam er nur in der zweiten Mannschaft zum Einsatz. Die Mannschaft spielte in der fünften Liga. Ab der Saison 2014/15 stand er im Kader der ersten Mannschaft. Das Team spielte in der zweiten Liga, der Ligue 2. In den folgenden Spielzeiten kam er in der ersten und in der zweiten Mannschaft zum Einsatz. Von Ende Oktober 2016 bis Juni 2017 wurde er an den Drittligisten LB Châteauroux ausgeliehen. Am Ende der Saison feierte er mit dem Verein die Meisterschaft und den Aufstieg in die zweite Liga. Für den Klub aus Châteauroux bestritt er acht Ligaspiele. Am Ende der Saison 2017/18 wurde er mit dem Verein Vizemeister und stieg in die erste Liga auf. In der ersten Liga kam er insgesamt 18-mal zum Einsatz. Im Juli 2021 wechselte er zum Zweitligisten AF Rodez. Für den Verein aus Rodez spielte er 82-mal in der zweiten Liga. Nach drei Spielzeiten zog es ihn im Juli 2024 nach Asien. Hier unterschrieb er in Thailand einen Vertrag beim Erstligisten Ratchaburi FC.

## Erfolge
Olympique Nîmes
- Französischer Zweitligavizemeister: 2017/18  ▲

LB Châteauroux
- Französischer Drittligameister: 2016/17  ▲